# Jenzig-Verlag

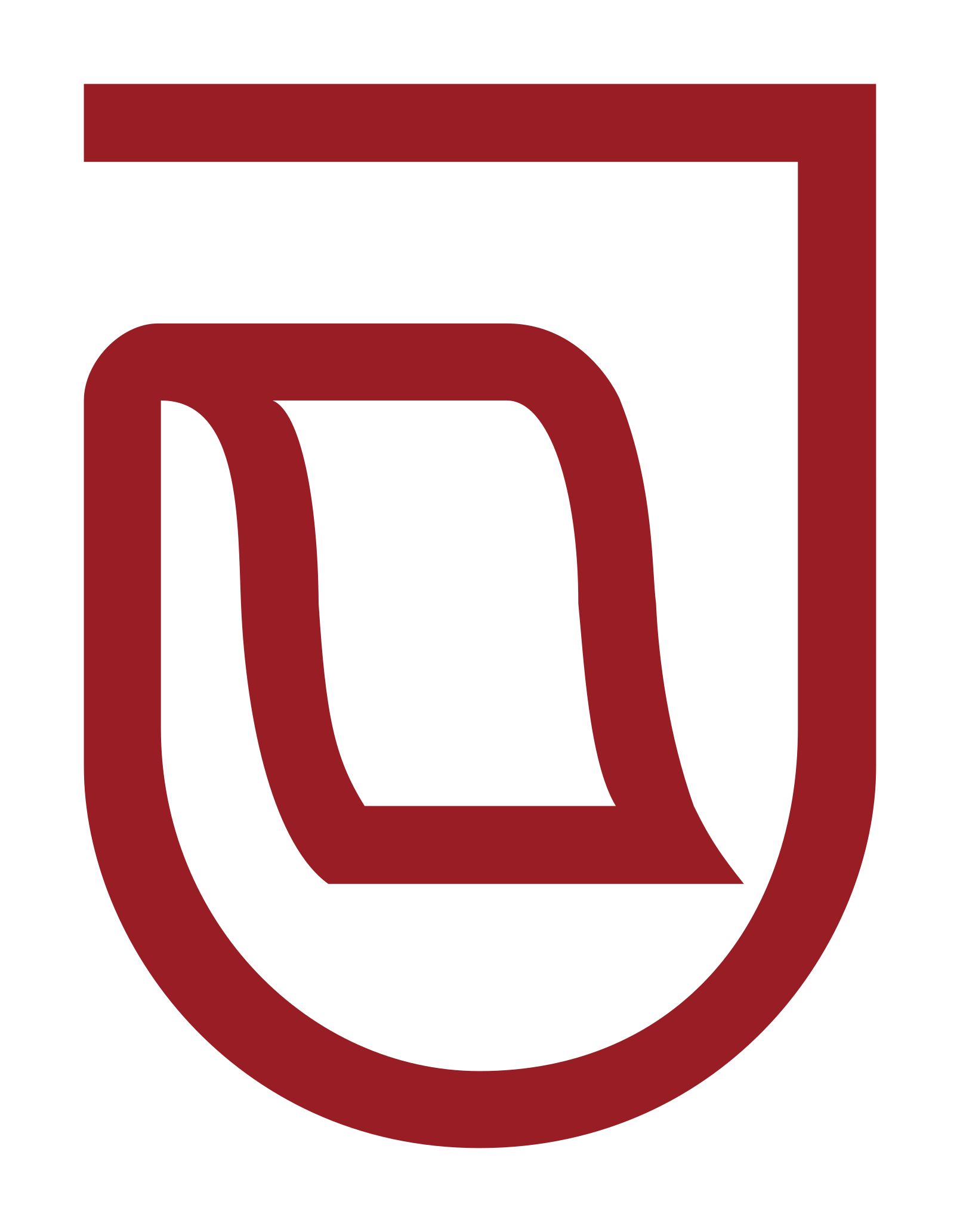
Logo des Jenzig-Verlags

Der Jenzig-Verlag ist ein auf Thüringer, insbesondere Jenaer Regionalliteratur spezialisierter Verlag.

## Geschichte
Der Verlag wurde im März 1990 gegründet. Erste Erscheinungen waren ein Stadtführer der Stadt Jena sowie eine Sammlung über Jenaer Sagen, Der Riesenfinger, von Michael Köhler. Ab Anfang der 90er-Jahre entstand eine Kalenderserie, Grünes Jena, sowie Bildbände und eine Dokumentation über Jena im Jahr 2000. Ab den mittleren 2000er-Jahren ergänzte die "Orange Reihe" mit diversen Wanderführern, so z. B. "Wandern in Jena", "Wandern um Jena", "Die 100-km-Horizontale", das Verlagsprogramm. Einschließlich veränderter Neuauflagen sind mittlerweile über 100 verschiedene Titel im Jenzig-Verlag, mehrere davon auch als E-Book, erschienen. Zu den Autoren gehören u. a. Reinhard Jonscher, Michael Köhler, Ruth Kallies und Ursula Dittrich.
Der Jenzig-Verlag wurde 2022 vom Verlag Beier & Beran übernommen, welcher den Vertrieb unter der bestehenden Marke fortführt.